# Ni tú ni yo (película)
Ni tú ni yo es una película mexicana dirigida por  Noé Santillán-López. Está escrita y protagonizada por César Rodríguez y Mauricio Argüelles, junto a Bárbara de Regil, Alfonso Herrera, y Rocío Verdejo. La historia gira en torno a Guadalupe Martínez mejor conocido en el mundo de la lucha libre como «El Halcón Negro», un joven mexicano considerado por muchos como el mejor luchador en su rama, y Gabino más conocido como «El Conejo», ambos son dos hermanos que han estado muchos años separados por culpa de las adiciones de Gabino, pero juntos se volverán a unir para evitar que Guadalupe pierda su reconocimiento como el mejor luchador. Se estrenó el 12 de octubre de 2018 en México.

## Reparto
- César Rodríguez como Gabino "El Conejo".[4]
- Mauricio Argüelles como Guadalupe Martínez "El Halcón Negro".[4]
- Bárbara de Regil como Miranda.[4]
- Alfonso Herrera[4]
- Arnulfo Reyes Sánchez como Malandro.[4]
- Alejandro Calva como Don Archibaldo[4]
- Rocío Verdejo como Mónica.[4]
- José Sefami como Joaquín.[4]
- Ana Paula Martínez como Giovanna.[5]